# فاصلة قطع النفس
فاصلة قطع النفس (اختصارًا BHS) هي حدوث  التوقف العرضي أثناء التنفس عند الأطفال، وربما يرتبط مع فقدان الوعي، وتغيرات في طبقة الصوت الوضعية.
فاصِلة قطع «حبس» النفس تحدث تقريبا ً مع 5% من الناس والنسبة متساوية بين الذكور والإناث. وهي منتشرة بين الأطفال ما بين 6 حتى 8 أشهر وبالعادة ليست منتشرة بعد سن 5 سنوات. وليس بالعادة قبل سن 6 أشهر. وهناك 25% من العائلات التي لها تاريخ بها. ويمكن الخلط بين فاصِلة قطع النفس والنوبات الاضطرارية «تشنجات»، لوحظت في بعض الأحيان ردًا على الإحباط خلال الصراعات الصارمة.

## التصنيف
يوجد 4 أنواع من فاصِلة قطع النفس:
1. أكثر الأنواع شيوعاً يسمى فاصِلة قطع النفس البسيط، وهي ظاهرة حبس النفس ومن ثم التنفس والزفير، الحدث المعتاد هو احباط أو اصابة تؤدي إلى انقطاع الشهيق والزفير. ليس هناك تغير كبير في الدورة الدموية والأكسجين والنتعاش التلقائي.
2. النوع الثاني هو فاصِلة انقطاع النفس الزُراقي. وعادة يحدث هذا النوع بعد الغضب والإحباط وأيضاً يمكن أن يحدث بعد تجربة ألم شديد. عندما يبكي الطفل ويحبس نفسه في بعض الأحيان هذا الأمر قد يؤدي إلى الزُراقي «اللون الأزرق». انخفاض في قوة العضلة، فقدان الوعي. الطفل عادة يشفى بعد دقيقة أو دقيقتين، ولكن بعض الأطفال قد ينامون لمدة ساعة تقريبا. فزيولوجيا ً، انخفاض نسبة ثاني أكسيد الكربون (هايبوكابينيا) وعادة انخفاض نسبة الأكسجين (هايبوكسيا). ويعتقد أن الأحداث تحدث بسبب مجموعة متنوعة من العوامل، متضمنا أن الطفل لا يتنفس. يحدث زيادة في الضغط الثانوي داخل الصدر المؤدي إلى المنارة فالسالفا، وانخفاض الناتج القلبي، وهذا يؤدي إلى انخفاض كبير في الدورة الدموية إلى الدماغ، وفي نهاية المطاف، فقدان الوعي. لا توجد مرحلة تال النشبة (كما رأينا في النوبات)، لا يوجد سلس، والطفل على ما يرام بين النوبات. ومنظار كهربية الدماغ طبيعي في هؤلاء الأطفال، لا توجد علاقة على التطور اللاحق للنوبات أو اصابة دماغية نتيجة فاصلة انقطاع النفس.
3. في النوع الثالث، يسمى فاصلة انقطاع التنفس الشاحب، والمنبه الأكثر شيوعاً هو حدث مؤلم، يتحول الطفل إلى شاحب (عكس الأزرق) ويفقد وعيه مع القليل من البكاء. ومنظار كهربية الدماغ طبيعي أيضاً، ومرة أخرى لا يوجد مرحلة ما بعد نشبي، ولا سلس، الطفل عادة ما يكون في حالة تأهب في غصون دقيقة أو نحو ذلك. وقد يكون هناك بعض العلاقة مع الاغماء في مرحلة البلوغ مع الأطفال الذين يعانون من هذا النوع من الفاصلة.
4. النوع الرابع يسمى فاصلة قطع التنفس المعقدة، ويشكل أكثر خطراً من النوعين الأكثر شيوعاً. وهذا النوع قد يبدأ إما بإزرقاق الطفل أو شحوبه والذي قد يرتبط لاحقاُ مع نشاطات النوبة. بالنسبة لكهربية الدماغ فهي طبيعية ّإذا أخذت في فترات عدم وجود الموجة.

يتم التشخيص من موجة حبس النفس سريريا. وهناك تاريخ جيد بما في ذلك تسلسل الأحداث، وعدم سلس ومرحلة ما بعد نشبي، وتساعد على تقديم التشخيص الدقيق. وينصح بعض الأسر أن تقوم بعملية تسجيل فيديو للأحداث لمساعدة التشخيص. قد يستبعد عدم انتظام ضربات القلب كسبب. هناك بعض الأدلة على أن الأطفال الذين يعانون من فقر الدم (وخاصة نقص الحديد) قد يكونون أكثر عرضة لنوبات حبس النفس.

## العلاج
النهج الأكثر أهمية هو طمأنة الأسرة، لأن مشاهدة موجة حبس النفس هي تجربة مخيفة للمراقبين. لا يوجد علاج نهائي متاح أو مطلوب لنوبات حبس النفس، حيث أن الطفل سوف يتفوق في نهاية المطاف.
وقد أثبتت لعض الدراسات فعالية علاج الحديد، خصوصاً لأنه اعتقد أن فاصلة قطع النفس يمكن ان تحدث بدون فقر دم، وقد وجد أنها تكون مبالغا فيها مع وجود فقر الدم وقد دعمت دراسات أخرى استخدام بيراسيتام، دراسة أجريت عام 1998 تشير إلى أن أكثر من شهرين من استخدام بيراسيتام خفضت الإصابة إلى ستين بالمئة، مرتين بقدر علاج البلاكيبو. كل هذه الدراسات تتفق مع الرأي الطبي المنشأ وأن وكيل الدوائية ليست ضرورية، على الرغم من أنه قد يكون من المرغوب فيه للراحة للأم والطفل.
مقالين على نوبات حبس النفس  تشير بقوة إلى أن الآباء والأمهات ينظرون أن اختبار أطفالهم من خلال الكهربائي نادرة، ولكن احتمال حقيقي أن النوبات هي في الواقع أحد أعراض متلازمة- كيو تي الطولية الأمد، وهي خطيرة ولكن يمكن علاج هذا النوع من عدم انتظام ضربات القلب.